# 71e cérémonie des British Academy Film Awards

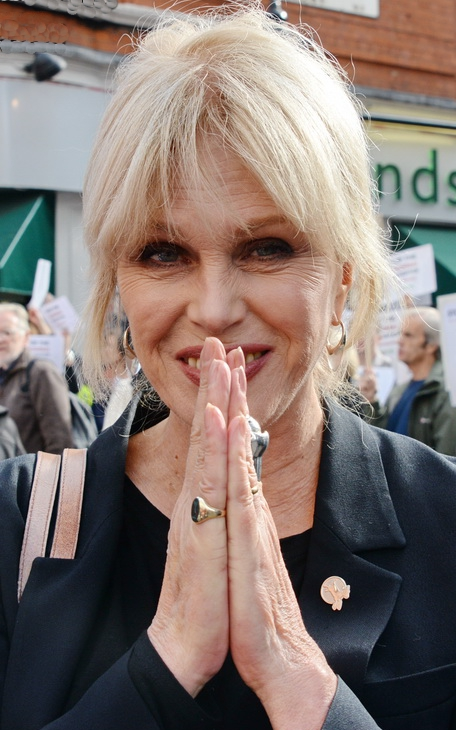
Joanna Lumley, hôte de la cérémonie.

La 71e cérémonie des British Academy Film Awards (BAFA), organisée par la British Academy of Film and Television Arts (BAFTA), a eu lieu le 18 février 2018 au Royal Albert Hall pour récompenser les films sortis en 2017. Elle a été présentée par Joanna Lumley.
Les nominations sont dévoilées le 9 janvier 2018,. La Forme de l'eau est le film le plus nommé, avec douze nominations. Mais c'est finalement Three Billboards : Les Panneaux de la vengeance qui reçoit le plus de récompenses lors de cette soirée (5 récompenses).

## Présentateurs et intervenants
- Joanna Lumley, maîtresse de cérémonie.

## Palmarès

### Meilleur film
- Three Billboards : Les Panneaux de la vengeance (Three Billboards Outside Ebbing, Missouri)
  - Call Me by Your Name
  - Les Heures sombres (Darkest Hour)
  - Dunkerque (Dunkirk)
  - La Forme de l'eau (The Shape of Water)

### Meilleur film britannique
- Three Billboards : Les Panneaux de la vengeance (Three Billboards Outside Ebbing, Missouri)
  - Les Heures sombres (Darkest Hour)
  - La Mort de Staline (The Death of Stalin)
  - Seule la Terre (God's Own Country)
  - The Young Lady (Lady Macbeth)
  - Paddington 2

### Meilleur réalisateur
- Guillermo Del Toro pour La Forme de l'eau (The Shape of Water)
  - Denis Villeneuve pour Blade Runner 2049
  - Luca Guadagnino pour Call Me by Your Name
  - Christopher Nolan pour Dunkerque (Dunkirk)
  - Martin McDonagh pour Three Billboards : Les Panneaux de la vengeance (Three Billboards Outside Ebbing, Missouri)

### Meilleur acteur
- Gary Oldman pour le rôle de Winston Churchill dans Les Heures sombres (Darkest Hour)
  - Timothée Chalamet pour le rôle d'Elio Perlman dans Call Me By Your Name
  - Daniel Day-Lewis pour le rôle de Reynolds Woodcock dans Phantom Thread
  - Jamie Bell pour le rôle de Peter Turner dans Film Stars Don't Die in Liverpool
  - Daniel Kaluuya pour le rôle de Chris Washington dans Get Out

### Meilleure actrice
- Frances McDormand pour le rôle de Mildred Hayes dans Three Billboards : Les Panneaux de la vengeance (Three Billboards Outside Ebbing, Missouri)
  - Annette Bening pour le rôle de Gloria Grahame dans Film Stars Don't Die in Liverpool
  - Sally Hawkins pour le rôle d'Elisa Esposito dans La Forme de l'eau (The Shape of Water)
  - Margot Robbie pour le rôle de Tonya Harding dans Moi, Tonya (I, Tonya)
  - Saoirse Ronan pour le rôle de Christine McPherson dans Lady Bird

### Meilleur acteur dans un second rôle
- Sam Rockwell pour le rôle de l'officier Jason Dixon dans Three Billboards : Les Panneaux de la vengeance (Three Billboards Outside Ebbing, Missouri)
  - Willem Dafoe pour le rôle de Bobby dans The Florida Project
  - Hugh Grant pour le rôle de Phoenix Buchanan dans Paddington 2
  - Woody Harrelson pour le rôle du shérif Bill Willoughby dans Three Billboards : Les Panneaux de la vengeance (Three Billboards Outside Ebbing, Missouri)
  - Christopher Plummer pour le rôle de J. Paul Getty dans Tout l'argent du monde (All the Money in the World)

### Meilleure actrice dans un second rôle
- Allison Janney pour le rôle de LaVona Harding dans Moi, Tonya (I, Tonya)
  - Lesley Manville pour le rôle de Cyril Woodcock dans Phantom Thread
  - Laurie Metcalf pour le rôle de Marion McPherson dans Lady Bird
  - Kristin Scott Thomas pour le rôle de Clementine Churchill dans Les Heures sombres (Darkest Hour)
  - Octavia Spencer pour le rôle de Zelda Fuller dans La Forme de l'eau (The Shape of Water)

### Meilleur scénario original
- Three Billboards : Les Panneaux de la vengeance (Three Billboards Outside Ebbing, Missouri) – Martin McDonagh
  - Get Out – Jordan Peele
  - Moi, Tonya (I, Tonya) – Steven Rogers
  - Lady Bird – Greta Gerwig
  - La Forme de l'eau (The Shape of Water) – Guillermo del Toro et Vanessa Taylor

### Meilleur scénario adapté
- Call Me By Your Name – James Ivory
  - Film Stars Don't Die in Liverpool– Matt Greenhalgh
  - Le Grand Jeu (Molly's Game) – Aaron Sorkin
  - La Mort de Staline (The Death Of Stalin) – Armando Iannucci, Ian Martin, David Schneider et Peter Fellows
  - Paddington 2 – Paul King et Simon Farnaby

### Meilleurs décors
- La Forme de l'eau (The Shape of Water) – Paul Austerberry, Jeff Melvin, Shane Vieau
  - Blade Runner 2049 – Dennis Gassner, Alessandra Querzola
  - La Belle et la Bête (Beauty and the Beast) – Sarah Greenwood, Katie Spencer
  - Les Heures sombres (Darkest Hour) – Sarah Greenwood, Katie Spencer
  - Dunkerque (Dunkirk) – Nathan Crowley, Gary Fettis

### Meilleurs costumes
- Phantom Thread – Mark Bridges
  - La Belle et la Bête – Jacqueline Durran
  - Les Heures sombres (Darkest Hour) – Jacqueline Durran
  - Moi, Tonya (I, Tonya) – Jennifer Johnson
  - La Forme de l'eau (The Shape of Water) – Luis Sequeira

### Meilleurs maquillages et coiffures
- Les Heures Sombres (Darkest Hour) – David Malinowski, Ivana Primorac, Lucy Sibbick, Kazuhiro Tsuji
  - Blade Runner 2049 – Donald Mowat, Kerry Warn
  - Moi, Tonya (I, Tonya) – Deborah La Mia Denaver, Adruitha Lee
  - Confident royal (Victoria & Abdul) – Daniel Phillips
  - Wonder – Naomi Bakstad, Robert A Pandini, Arjen Tuiten

### Meilleure photographie
- Blade Runner 2049 – Roger Deakins
  - Les Heures sombres (Darkest Hour) – Bruno Delbonnel
  - Dunkerque (Dunkirk) – Hoyte van Hoytema
  - La Forme de l'eau (The Shape of Water) – Dan Laustsen
  - Three Billboards : Les Panneaux de la vengeance (Three Billboards Outside Ebbing, Missouri) – Ben Davis

### Meilleur montage
- Baby Driver – Jonathan Amos et Paul Machliss
  - Blade Runner 2049 – Joe Walker
  - Dunkerque (Dunkirk) – Lee Smith
  - La Forme de l'eau (The Shape of Water) – Sidney Wolinsky
  - Three Billboards : Les Panneaux de la vengeance (Three Billboards Outside Ebbing, Missouri) – Jon Gregory

### Meilleurs effets visuels
- Blade Runner 2049 – Gerd Nefzer et John Nelson
  - Dunkerque (Dunkirk) – Scott Fisher et Andrew Jackson
  - La Forme de l'eau (The Shape of Water) – Dennis Berardi, Trey Harrell et Kevin Scott
  - Star Wars, épisode VIII : Les Derniers Jedi (Star Wars: The Last Jedi) – Daniel Barrett, Dan Lemmon, Joe Letteri et Joel Whist
  - La Planète des singes : Suprématie (War for the Planet of the Apes) – Neil Corbould, Hal Hickel, Mohen Leo, John Knoll et Nigel Sumner

### Meilleur son
- Dunkerque (Dunkirk) – Richard King, Gregg Landaker, Gary A. Rizzo, Mark Weingarten
  - Baby Driver – Tim Cavagin, Mary H. Ellis, Julian Slater
  - Blade Runner 2049 – Ron Bartlett, Doug Hemphill, Mark Mangini, Mac Ruth
  - La Forme de l'eau (The Shape of Water) – Christian Cooke, Glen Gauthier, Nathan Robitaille, Brad Zoern
  - Star Wars, épisode VIII : Les Derniers Jedi (Star Wars: The Last Jedi) – Ren Klyce, David Parker, Michael Semanick, Stuart Wilson, Matthew Wood

### Meilleure musique de film
- La Forme De L'Eau (The Shape of Water) – Alexandre Desplat
  - Blade Runner 2049 – Benjamin Wallfisch, Hans Zimmer
  - Les Heures sombres (Darkest Hour) – Dario Marianelli
  - Dunkerque (Dunkirk) – Hans Zimmer
  - Phantom Thread – Jonny Greenwood

### Meilleur film en langue étrangère
- Mademoiselle (아가씨) de Park Chan-wook –  Corée du Sud (en coréen)
  - Le Client (فروشنده, Forushande) de Asghar Farhadi –  Iran (en persan)
  - D'abord, ils ont tué mon père d'Angelina Jolie –  Cambodge (en khmer, anglais et français)
  - Elle (Una mujer fantástica) de Paul Verhoeven –  Allemagne  Belgique  France (en français)
  - Faute d'amour (Нелюбовь) d'Andreï Zviaguintsev –  Russie (en russe)

### Meilleur film d'animation
- Coco
  - La Passion Van Gogh (Loving Vincent)
  - Ma vie de Courgette

### Meilleur film documentaire
- I Am Not Your Negro  de Raoul Peck
  - City of Ghosts de Matthew Heineman
  - Icare de Bryan Fogel et Dan Cogan
  - Une suite qui dérange (An Inconvenient Sequel: Truth to Power) de Bonni Cohen et Jon Shenk
  - Jane de Brett Morgen

### Meilleur court métrage
- Cowboy Dave
  - Aamir
  - A Drowning Man
  - Work
  - Wren Boys

### Meilleur court métrage d'animation britannique
- Poles Apart
  - Have Heart
  - Mamoon

### Meilleur nouveau scénariste, réalisateur ou producteur britannique
- Rungano Nyoni (scénariste, réalisateur), Emily Morgan (producteurs) pour I Am Not a Witch
  - Gareth Tunley (scénariste, réalisateur, producteur), Jack Healy Guttman & Tom Meeten (producteurs)  pour The Ghoul
  - Johnny Harris (scénariste, réalisateur), Thomas Napper (réalisateur) pour Jawbone
  - Lucy Cohen (réalisateur) pour Kingdom Of Us
  - Alice Birch (scénariste), William Oldroyd (réalisateur), Fodhla Cronin O'Reilly (producteurs) pour Lady Macbeth

### EE Rising Star Award
Meilleur espoir, résultant d'un vote du public.
- Daniel Kaluuya
  - Florence Pugh
  - Josh O'Connor
  - Tessa Thompson
  - Timothée Chalamet

### BAFTA Fellowship
BAFTA d'Honneur
- Ridley Scott

### Outstanding British Contribution To Cinema
BAFTA d'Honneur
- National Film and Television School (NFTS)

## Statistiques

### Nominations multiples
- 12 : La Forme de l'eau
- 9 : Three Billboards : Les Panneaux de la vengeance, Les Heures sombres
- 8 : Blade Runner 2049, Dunkerque
- 5 : Moi, Tonya
- 4 : Call Me by Your Name, Phantom Thread
- 3 : Paddington 2, Film Stars Don't Die in Liverpool, Lady Bird
- 2 : La Mort de Staline, Get Out, La Belle et la Bête, Star Wars, épisode VIII

### Récompenses multiples
- 5 : Three Billboards : Les Panneaux de la vengeance
- 3 : La Forme de l'eau
- 2 : Blade Runner 2049, Les Heures sombres